# UltraISO
UltraISO là một ứng dụng cho Microsoft Windows để tạo, chỉnh sửa và chuyển đối các file ảnh ISO dùng cho đĩa quang.
Từ việc phát hành đầu tiên của UltraISO vào ngày 20/4/2002, tác giả của nó EZB Systems duy trì và kiểm soát như một shareware.
UltraISO được sản xuất bởi EZB Systems.

## Tính năng
- Tạo bản sao của các đĩa CD và DVD thành file ảnh ISO.
- Tạo một ảnh ISOfile cục bộ trên CD/DVD-ROM hoặc trên ổ cứng.
- Chỉnh sửa một file ISO có sẵn bằng cách thêm, xóa, tạo file và folder.
- Tạo ảnh nén zisofs (.ISZ).
- Tạo ảnh CD, DVD và đĩa mềm bootable.
- Tạo một USB flash hoặc ổ cứng bootable từ một bootable disc image (works only with DOS, Windows NT and syslinux boot sectors).
- Converts:.BIN,.IMG,.CIF,.NRG,.BWI,.DAA,.DMG,.HFS and other formats to the standard ISO image.
- Supports all ISO 9660 levels and the Joliet extension.
- Optimization of ISO image file structures to save disc space.
- Capable of mounting only ISOs to a virtual drive.
- Create checksums for data verification of ISOs.
- Multiple language support.
- Built in digital audio player.
- Supports UDF disc format and allows creation of bootable UDF disks.

## ISZ format
UltraISO uses a proprietary format known as ISZ. The format advertised as "ISO Zipped", even though it is not a simple zip archive. The format uses ZLIB or BZIP2 to compress the data, and can support AES encryption of various strength. The file format specification is available publicly on EZB Systems's website. The format is now supported by third party applications such as Daemon Tools và Alcohol 120%.